# Maudie
Maudie ist eine kanadisch-irische Filmbiografie aus dem Jahr 2016 von Aisling Walsh. Der Film beschreibt das Leben der kanadischen Malerin Maud Lewis (1903–1970).
Seine Premiere hatte Maudie am 2. September 2016 auf dem Telluride Film Festival und kam am 26. Oktober 2017 in die deutschen Kinos.

## Handlung
Maud Dowley, eine unscheinbare, kleingewachsene Frau von Mitte 30, lebt in den 1930er Jahren bei ihrer Tante Ida in einem kleinen Dorf in Neuschottland (Kanada). Maud leidet unter juveniler Arthritis, welche sie körperlich stark behindert. Als ihr Bruder Charles ihr erzählt, dass er ihr Elternhaus verkauft hat, ist sie entsetzt. Sie fühlt sich unwohl bei Ida, für die sie die Hausarbeit mehr schlecht als recht erledigt. Nur ihr Hobby, das Malen, bringt ihr etwas Freude, obwohl es mit ihren steifen Gelenken mühsam ist und sie nur langsam vorankommt. Maud behauptet stur, eine Stelle zu suchen und für sich selbst sorgen zu können, und wird von Ida ausgelacht und als naiv gescholten. Doch sie findet eine Anzeige des Fischhändlers und Trödlers Everett Lewis, der eine im Haus mitwohnende Haushaltshilfe sucht, und bekommt den Job tatsächlich, obwohl sie ihn sehr überreden muss, sie anzustellen.
Everett ist wortkarg und mürrisch und lebt mit zwei Hunden in einem abgelegenen, winzigen Häuschen mit nur einem Raum ohne Strom und fließendes Wasser. Auf einem Schlafboden über dem Raum steht das einzige Bett, das sie sich teilen müssen. Schon nach zwei Tagen ist Everett so enttäuscht von Mauds Haushaltskünsten und ihrer Forderung nach Lohn, dass er sie wieder hinauswirft, und nur weil sie nirgendwo anders mehr hin kann, darf sie schließlich weitermachen. Sie reißt sich zusammen, erledigt die Hausarbeit so gut sie kann, schafft es sogar, ein Huhn zu schlachten und Hühnersuppe zu machen, und erwirbt sich damit ein wenig Respekt bei Everett. Everett macht ihr aber klar, dass auf dem kleinen Hof er selbst an erster Stelle stehe, „dann die Hunde, dann die Hühner und dann erst du!“
Als Ida per Dorfklatsch erfährt, dass Maud jetzt bei Everett lebt, ist sie alarmiert und macht Maud Vorhaltungen. Sie erinnert sie daran, wie sie einst als junge Frau schwanger wurde und ein deformiertes Kind zur Welt brachte, das bei der Geburt starb. Auch ein Freund von Everett macht bei einem Besuch leicht anzügliche Bemerkungen wegen ihres Zusammenlebens, und als Maud darauf launig einzugehen versucht, versetzt ihr der entrüstete Everett eine heftige Ohrfeige.
In ihrem Frust beginnt Maud mit ganz kleinen Malereien an den kargen Innenwänden des kleinen Hauses, mit einer zufällig im Haus entdeckten Farbdose. Everett duldet Mauds Abbildungen von Vögeln und Blumen, macht nur ein paar spöttische Bemerkungen. Auch Holztafeln, die Everett gelegentlich bei seiner Trödlertätigkeit sammelt, beginnt sie zu bemalen. Allmählich gewöhnen sie sich aneinander und obwohl Everett immer noch keine besonders hohe Meinung von Maud hat, akzeptiert er sie doch zunehmend als Teil seines Lebens. Er beginnt auch mit schüchternen nächtlichen Annäherungsversuchen, die Maud jedoch zurückweist.

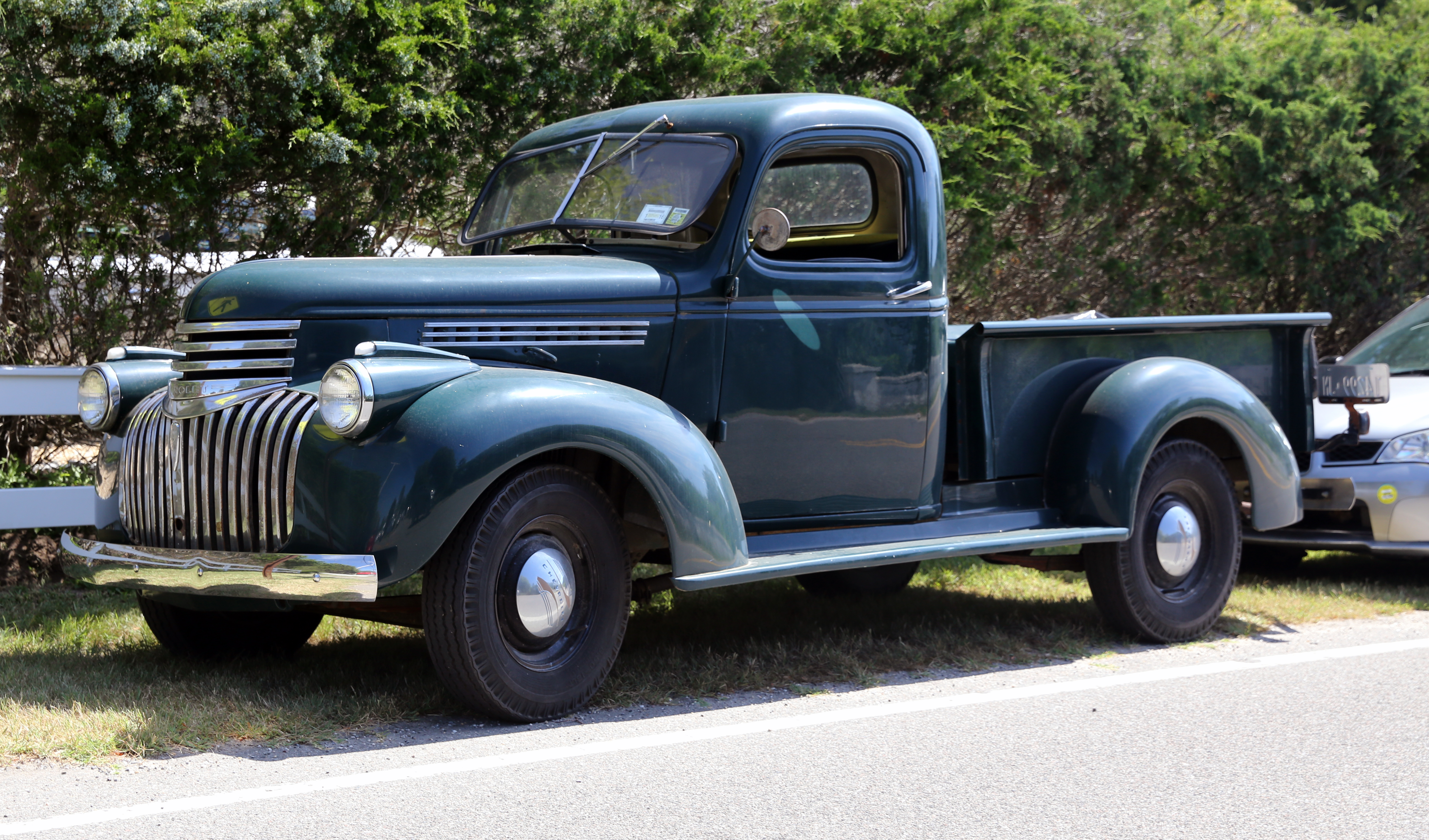
Chevrolet-Truck, den Everett fährt

Eines Tages, als Everett unterwegs ist, klopft Sandra, eine feine Dame aus der näheren Umgebung an und beschwert sich über eine fehlende Fischlieferung. Sandra kommt aus New York und fährt ein eigenes Auto. Sie versteht sich gut mit Maud und wird auf ihre Malereien aufmerksam, die ihr gefallen. Später überredet Maud Everett, wenigstens eine rudimentäre Buchhaltung einzuführen, die sie für ihn übernehmen will. Als sie gemeinsam bei Sandra die Fische abliefern, kommt erneut Mauds Malerei zur Sprache, was schließlich in den Verkauf eines Bildes für fünf Dollar an Sandra mündet. Everett ist davon sichtlich beeindruckt und ermuntert Maud, mehr zu malen und zu verkaufen. Sie stellen ein Werbeschild an die Straße und nach und nach werden Mauds Bilder und Karten ein bescheidener Nebenverdienst des ohnehin armen Paares, das weiterhin in seinem kleinen Holzhaus wohnen bleibt. Maud malt zwar naiv und mit unvermischten Farben direkt aus der Tube, aber sie hat ein Talent für Bildkomposition, die Leute mögen ihre Bilder.
Maud bedrängt Everett zunehmend, sie zu heiraten, zumal sie in der Zwischenzeit auch angefangen haben, miteinander zu schlafen. Dabei verhüten sie aber konsequent, da Maud nicht noch einmal ein behindertes Kind zur Welt bringen möchte. Everett sträubt sich lange, gibt aber dann widerwillig nach und heiratet Maud. Am Zusammenleben der beiden ändert sich dadurch wenig, Everett betrachtet Maud weiterhin mehr als Haushälterin und Buchhalterin, denn als seine Frau.
Die Jahre vergehen, Maud malt nach und nach das ganze Haus aus und verkauft immer wieder Bilder, wenn auch nur für kleines Geld. Ihre Bekanntheit als Volkskünstlerin wächst. Eines Tages steht Mauds Bruder Charles auf dem Hof, kauft Maud ein Bild ab und dient sich ihr als Manager an, doch sie schickt ihn weg. Spätestens als der damalige US-Vizepräsident Richard Nixon ein Bild bestellt und das kanadische Fernsehen einen Beitrag über das Paar sendet, gerät Everett in eine Krise, entwickelt sogar Minderwertigkeitsgefühle wegen Mauds großer Bekanntheit.
Als Tante Ida ernsthaft erkrankt und im Sterben liegt, weigert sich Everett, Maud zu ihr zu fahren, und sie muss den ganzen Weg zu Ida zu Fuß humpeln. Ida gesteht ihr vor ihrem Tod, dass Mauds Baby damals weder tot noch deformiert war, sondern ein ganz normales, gesundes Mädchen. Ihre Familie hatte sie belogen und das Kind zur Adoption verkauft, da sie befürchteten, dass Maud niemals in der Lage wäre, ein Kind großzuziehen. Maud ist erschüttert, aber als sie Everett davon erzählen will, hört dieser überhaupt nicht zu und klagt stattdessen sein eigenes Leid, wie wichtig sie sich nehme und dass er jetzt wohl überhaupt keine Rolle mehr spiele. Da reicht es Maud, sie trennt sich von Everett.
Nach einiger Zeit kommen sie wieder zusammen. Maud kann Everett beruhigen, dass er perfekt für sie sei und sie niemand anderen wolle. Everett fährt mit Maud überraschend zu einem fremden, großen Haus und eröffnet ihr, dass ihre Tochter hier lebt. Maud steigt mühsam aus und beobachtet von Weitem eine junge Frau und einen Mann vor dem Haus. Der Mann geht in das Haus, während die Frau mit kurzen schwarzen Haaren sich der Gartenarbeit widmet. Maud traut sich nicht näher heran, sie steigt nach ein paar Minuten wieder ein, bricht in Tränen aus und kann nicht fassen, wie schön ihre Tochter ist. Dennoch nimmt sie keinen weiteren Kontakt auf.
Jahre später verschlechtert sich Mauds Gesundheit, sie bekommt Probleme mit ihrer Lunge und muss das Rauchen aufgeben. Eines Tages im tiefen Winter, als sie einen schweren Holzklotz ins Haus tragen will, stürzt sie in den Schnee und kann nicht mehr aufstehen. Everett fährt sie ins Krankenhaus, begleitet sie dort beim Sterben. Als er nach Hause kommt, trägt er Mauds Werbeschilder ins Haus und zieht die Tür hinter sich zu. Es wird dunkel im Haus.

## Hintergrund

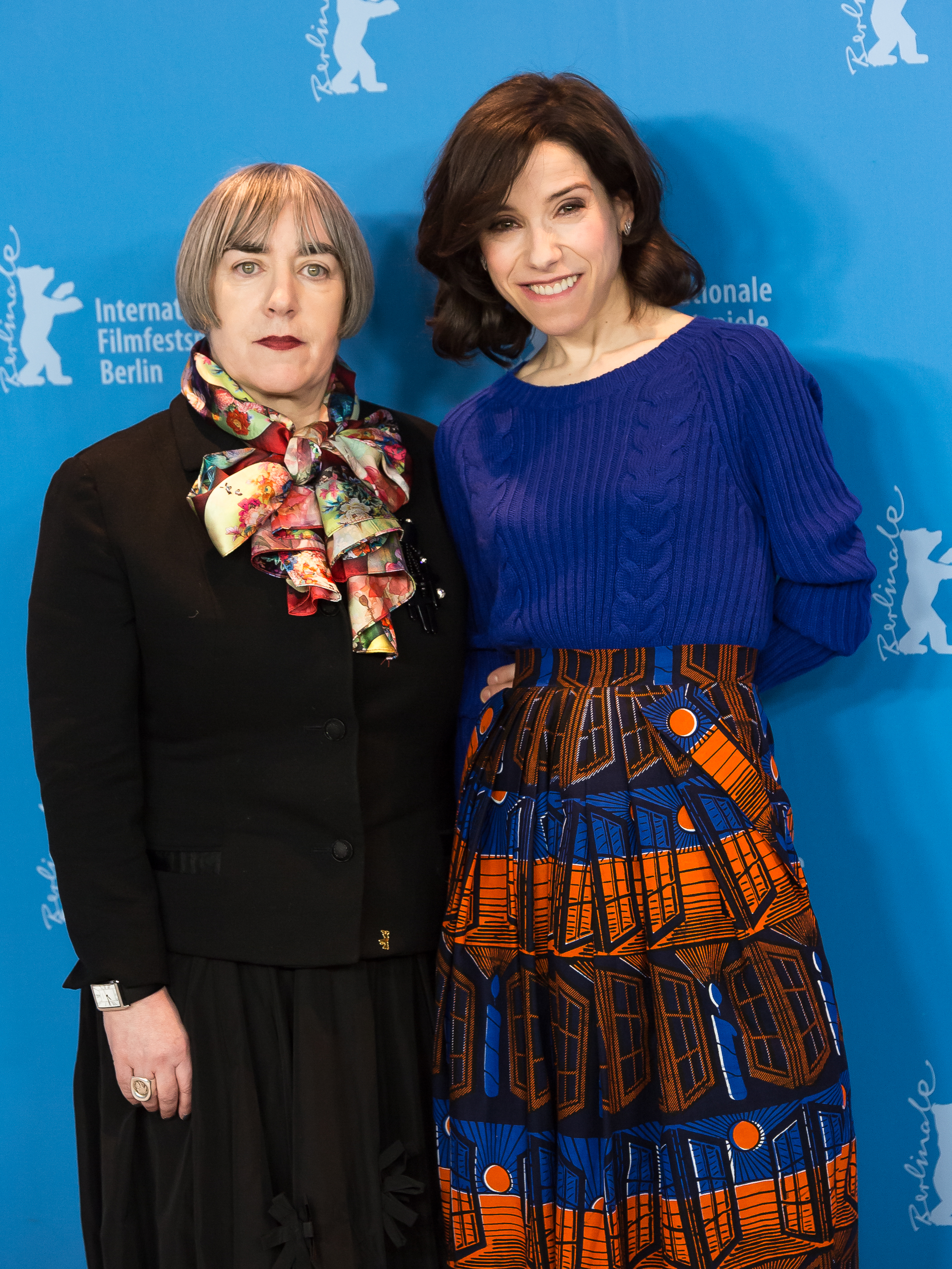
Regisseurin Aisling Walsh mit Sally Hawkins bei der Berlinale 2017

Hauptdarstellerin Sally Hawkins, die selbst malt, war so sehr von Maud Lewis’ Gemälden begeistert, dass sie Lewis’ Maltechnik in ihre eigenen Bilder aufnahm. Für die Rolle von Everett Lewis war zunächst Sean Bean vorgesehen. Bean musste jedoch aufgrund anderer Verpflichtungen absagen und es sprang Ethan Hawke für ihn ein.
Obwohl die Handlung des Films in Neuschottland spielt, fanden die Dreharbeiten im Herbst 2015 in der benachbarten Provinz Neufundland und Labrador statt, da einer der Produzenten von dort stammt und die Provinz zu der Zeit gerade staatliche Fördermittel zur Filmproduktion anbot.

## Rezeption
Der Film erhielt überwiegend gemischte bis positive Kritiken. Bei Rotten Tomatoes sind 88 Prozent der 138 gesammelten Kritiken positiv, während bei Metacritic 65 Prozent von 35 Rezensionen positiv sind.
Lars-Christian Daniels von Filmstarts urteilt, dass Maudie „ein ebenso kraftvolles wie berührendes Beziehungsdrama“ ist, welches „vor allem von den beiden großartigen Hauptdarstellern Sally Hawkins und Ethan Hawke getragen wird“.
Für Antje Wessels „punktet [der Film] zwar mit zwei starken Hauptdarstellern, doch die Geschichte […] verläuft in allzu formelhaften Bahnen und verpasst es außerdem, seine Hauptfigur aus ihrer festgefahrenen Opferrolle herauszuholen“ und „[a]m Ende glaubt man zu keiner Sekunde, dass zwischen dem vermeintlichen Liebespaar tatsächlich Sympathien existieren“.